# Veľká Lučivná
Veľká Lučivná – niewielka dolina w Krywańskiej części Małej Fatry na Słowacji. Opada spod przełęczy Strungový príslop we wschodnim kierunku, do doliny potoku Zázrivka. Wcina się pomiędzy grzbiety Osnicy i Magury. Ma wylot na wysokości około 500 m n.p.m. w miejscu o nazwie Lučivná, tuż po zachodniej stronie szosy  Párnica – Terchová - Żylina.
Veľká Lučivná jest całkowicie zalesiona. Jej dnem spływa niewielki potok, a zbocza trawersuje stokowa droga leśna. W orograficznie prawych zboczach (na stokach Magury) utworzono obszar ochrony ścisłej o nazwie rezerwat przyrody Veľká Lučivná. Leśną drogą przez dolinę poprowadzono znakowany szlak turystyczny.

## Szlak turystyczny
Lučivná– Veľká Lučivna –  Strungový príslop. Czas przejścia 1.30 h, ↓ 1.15 h